# Racing Club de Strasbourg en coupes nationales
Le club de football du Racing Club de Strasbourg participe au cours de son histoire à différentes coupes nationales.
Il dispute la Coupe de France de football dès les années 1920. À la suite de l'annexion des départements de la Moselle, du Bas-Rhin et du Haut-Rhin par le Reich allemand entre 1940 et 1945, le club strasbourgeois a l'occasion de disputer la Coupe d'Allemagne à une reprise. Après la Seconde Guerre mondiale et la réintégration du club dans les compétitions françaises, le RCS participe dans les années 1950 et 1960 outre la Coupe de France à la Coupe Charles Drago, réservée aux clubs éliminés de la Coupe de France, et à une première formule de la Coupe de la Ligue. Le club joue aussi la version moderne de la Coupe de la Ligue de 1994 à 2011 et depuis 2016, et parvient à se qualifier pour l'édition 2001 du Trophée des champions.

## Coupe de France
Le club remporte la Coupe de France de football à trois reprises en 1951, 1966 et 2001. Il est finaliste en 1937, 1947 et 1995. Sa première participation date de 1921. Le club est éliminé cinq fois de la compétition avant le stade des trente-deuxièmes de finale, à savoir lors des éditions 1923, 1928, 1939, 1992 et 2009.

### Première finale en 1937

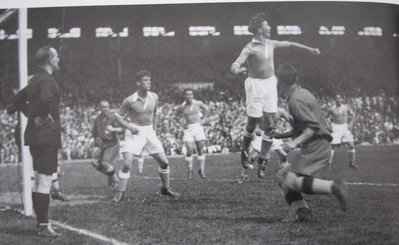
Le RC Strasbourg (short blanc) s'incline 2-1 en finale de la Coupe de France 1937 contre le FC Sochaux.

,,

### Défaite en finale en 1947
,,

### Premier titre en 1951

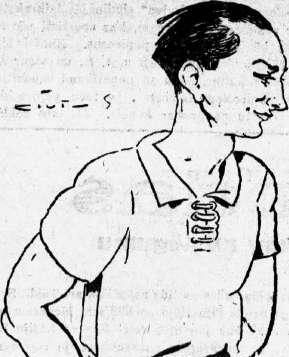
Aleksandr Vanags remporte la coupe 1951 avec Strasbourg.

,,,

### Deuxième Coupe de France en 1966
,,

### Demi-finale de 1979

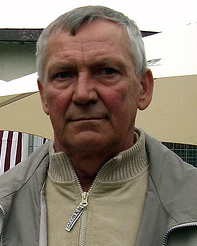
Les Strasbourgeois s'inclinent en Coupe de France contre l'AJ Auxerre et son gardien polonais Marian Szeja, ici en 2007.

Le trente-deuxième de finale de la Coupe de France se joue en une rencontre disputée sur terrain neutre. À ce stade de la compétition, le RC Strasbourg rencontre le samedi 10 février 1979 à Thionville le club du CS Sedan Ardennes. Le Racing est favori face à des Ardennais pensionnaires du championnat amateur de Division 3 Groupe Nord, et s'impose logiquement sur le score de 3-0,. À partir des seizièmes de finale, la compétition se déroule en matchs aller-retour. Le Racing est opposé à l'US Valenciennes-Anzin, club qui se bat pour ne pas descendre de Division 1 et qui se sauvera in extremis en fin de saison au bénéfice d'une meilleure différence de buts que le Paris FC. Valenciennes ne fait pas le poids face au leader du championnat est s'incline largement 4-0 à domicile puis 3-1 à la Meinau,.
En huitième de finale, les Strasbourgeois retrouvent le club du SEC Bastia, qui avaient éliminé le Racing en seizième de finale lors de la précédente édition de la Coupe de France. Le match aller en Corse a lieu dans une « ambiance électrique » devant un public « hostile ». Le Racing remporte une victoire à l'arraché 2-0 en marquant deux buts dans les dix dernières minutes par Raymond Domenech et Roger Jouve. Le match retour quatre jours plus tard est une formalité pour les Strasbourgeois qui mènent 2-0 à la 20e minute et gagnent finalement 4-1,. L'adversaire en quart de finale s'appelle alors FC Gueugnon, qui vient d'éliminer l'AS Saint-Étienne au tour précédent et qui obtient en fin de saison le titre de champion de Division 2. Au stade Jean-Laville de Gueugnon, les joueurs locaux dominent le début de rencontre mais le Racing prend ensuite la rencontre à son compte et gagne largement 6-0. Le match retour est également remporté 2-0 et les Strasbourgeois se qualifient pour le prochain tour,.
La demi-finale aller a lieu le 5 juin 1979, soit quatre jours après la fin du championnat et la victoire strasbourgeoise dans le championnat de France de Division 1. Le Racing est opposé à l'AJ Auxerre, équipe de Division 2 au statut amateur. Au stade de l'Abbé-Deschamps, les deux équipes se séparent sur un score de parité 0-0. Les deux équipes disputent le match retour trois jours plus tard à la Meinau. Albert Gemmrich inscrit un premier but pour Strasbourg en début de match. Dès l'entame de la deuxième mi-temps, le milieu défensif auxerrois Dominique Cuperly égalise à 1-1. Un penalty transformé par Francis Piasecki redonne l'avantage aux locaux à la 78e mais l'attaquant de l'AJA André Truffaut parvient à nouveau à égaliser à 2-2 quatre minutes plus tard,. Sans avoir perdu une seule rencontre dans la compétition, le RC Strasbourg est éliminé en application de la règle des buts marqués à l'extérieur. C'est la première fois depuis 1933 qu'un club amateur se qualifie pour la finale et la première fois depuis 1959 qu'un club de deuxième division atteint ce niveau. Le 16 juin 1979, en finale au Parc des Princes, Auxerre s'incline contre le FC Nantes, 4 buts à 1 après prolongation,.

### Finaliste de l'édition 1995

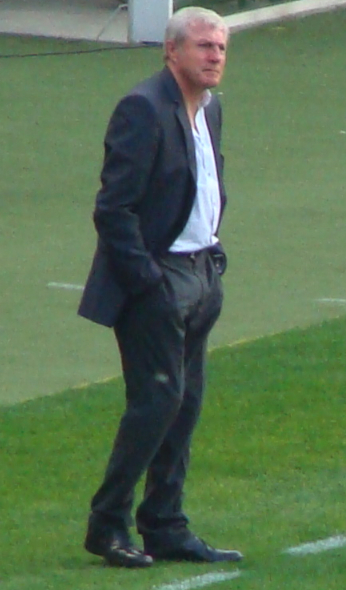
Le PSG de l'entraîneur Luis Fernandez, ici en 2009, remporte le titre en 1995.

### Victoire en 2001
Pascal Camadini en pleurs au cours d'une interview sur le terrain à l'issue de la rencontre : « On a tellement souffert cette saison. On s'est fait tapés dessus tout le temps. C'est vrai on est derniers, on descend. Mais il faut nous pardonner. Laissez-nous profiter ce soir, on est tellement émus. »

### Statistiques et récapitulatif des rencontres

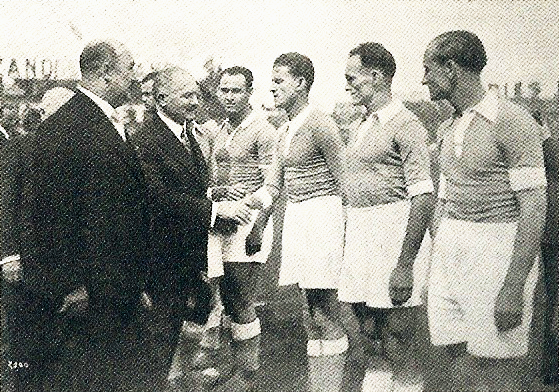
Le président du club Charles Belling présente l'équipe strasbourgeoise au président de la République française Albert Lebrun avant la finale de 1937.

Le tableau suivant résume le bilan du club dans la compétition, actualisé en fin de saison 2011-2012.
| Résultat                                         | Nombre |
| ------------------------------------------------ | ------ |
| Vainqueur                                        | 3      |
| Finaliste                                        | 3      |
| Demi-finaliste                                   | 3      |
| Quart de finaliste                               | 9      |
| Huitième de finaliste                            | 15     |
| Seizième de finaliste                            | 23     |
| Trente-deuxième de finaliste                     | 27     |
| Élimination avant les trente-deuxièmes de finale | 5      |
| Total                                            | 88     |

Le tableau suivant liste les rencontres du RC Strasbourg à partir des trente-deuxièmes de finale. Sauf indication spécifique, l'équipe indiquée en premier joue à domicile.

## Coupe de la Ligue
Le RC Strasbourg remporte la Coupe de la Ligue française de football à trois reprises (en 1997, 2005 et 2019).

### Deuxième titre en 2005

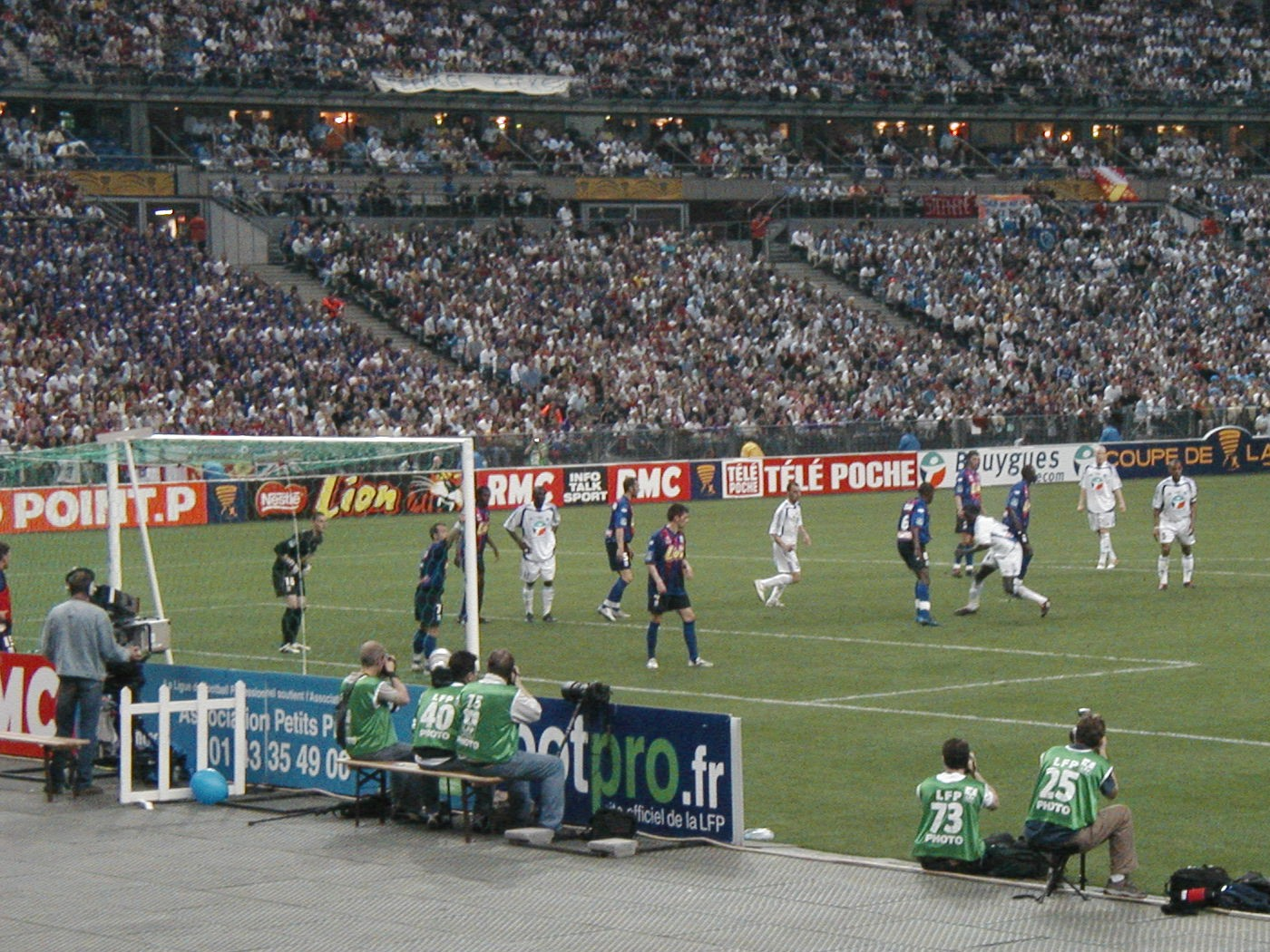
Finale de la Coupe de la Ligue 2005

### Victoire en 1997
.

### Troisième titre en 2019
La Coupe de la Ligue 2018-2019 est la 25e édition de la Coupe de la Ligue, compétition à élimination directe organisée par la Ligue de football professionnel (LFP) depuis 1994, qui rassemble uniquement les clubs professionnels de Ligue 1, Ligue 2 et National. Double vainqueur de la compétition en 1997 et 2005, le RCSA avait été éliminé aux huitièmes de finale par le Paris Saint-Germain lors de la saison précédente.
Le premier match de la compétition voit le club recevoir le Lille OSC, dont le stade est l'hôte de la finale pour cette édition, le 30 octobre 2018. Menant rapidement au score par un but de Youssouf Fofana à la treizième minute, les Alsaciens assurent leur victoire à dix minutes de la fin du temps réglementaire grâce à Dimitri Liénard qui permet aux siens de l'emporter 2-0.
Opposé à l'Olympique de Marseille au stade Vélodrome le 19 décembre, le RCSA parvient une fois de plus à prendre rapidement l'avantage, Jonas Martin transformant un penalty pour les siens à la dix-huitième minute de jeu. Les Strasbourgeois sont cependant rejoints en fin de match lorsque Luiz Gustavo trouve le chemin des filets à la quatre-vingtième minute. Devant se départager directement aux tirs au but à l'issue du temps réglementaire, Dimitri Payet puis Adil Rami ratent leurs tentatives côté Phocéens tandis que les Alsaciens n'en ratent aucune, l'emportant sur le score de 4 à 2.
Se déplaçant à nouveau, cette fois sur la pelouse de l'Olympique lyonnais au début du mois de janvier 2019, Strasbourg ouvre une fois de plus la marque sur penalty, transformé cette fois par Ludovic Ajorque à la vingt-sixième minute de jeu. Menés à la mi-temps, les Lyonnais parviennent à égaliser très tôt durant la deuxième période, Bertrand Traoré remettant les deux équipes à niveau après cinq minutes. Cela ne dure cependant pas et Lamine Koné redonne l'avantage au Racing dès la cinquante-deuxième minute de jeu. Le score n'évolue plus par la suite et les Alsaciens se qualifient pour les demi-finales pour la première fois depuis 2005.
Recevant les Girondins de Bordeaux lors du dernier carré le 30 janvier, ce sont cette fois les adversaires du jour qui ouvrent le score rapidement, Younousse Sankharé donnant l'avantage aux siens après un quart d'heure de jeu, un score qui ne bouge plus jusqu'à la mi-temps. De retour des vestiaires, les Strasbourgeois prennent très rapidement les devants et égalisent au bout de quatre minutes sur un but de Ludovic Ajorque avant de prendre l'avantage à la cinquante-cinquième par Lebo Mothiba, qui inscrit un doublé cinq minutes plus tard pour porter le score à 3-1. Malgré un but de Jimmy Briand dans les dernières minutes, le Racing l'emporte finalement 3-2 et se qualifie pour la troisième finale de Coupe de la Ligue de son histoire après 1997 et 2005.
La finale se déroule le 30 mars 2019 au stade Pierre-Mauroy de Lille. Elle oppose le RCSA à l'En avant de Guingamp. Au terme d'une rencontre décrite comme « soporifique » qui débouche sur un match nul et vierge au terme de la prolongation, les Strasbourgeois l'emportent finalement aux tirs au but sur le score de 4-1, profitant des ratés d'Alexandre Mendy, qui tire au-dessus, et de Ronny Rodelin, dont la tentative est arrêtée par Bingourou Kamara, qui est quant à lui élu homme du match. Il s'agît ainsi du troisième sacre du club dans 
la compétition.

### Statistiques et récapitulatif des rencontres
À l'issue de la saison 2010-2011, le club a participé à toutes les 17 éditions de la compétition. Le bilan est alors de 31 matchs disputés pour 13 victoires, 5 matchs nuls (les tirs au but ne sont pas pris en compte) et 13 défaites, avec 48 buts marqués et 47 encaissés. Le Racing remporte deux fois la coupe, atteint deux fois le stade des quarts de finale et dix fois les seizièmes de finale. Après la perte du statut professionnel en 2011, le club ne participe plus à la compétition, qu'il retrouve en 2016 lorsqu'il devient à nouveau un club professionnel.
Le tableau suivant liste les rencontres du RC Strasbourg dans la compétition. L'équipe indiquée en premier joue à domicile.

## Challenge des champions puis Trophée des champions
De 1955 à 1973 puis en 1985 et 1986, la Fédération française de football (FFF) organise une compétition appelée Challenge des champions qui oppose en début de saison le club champion de France en titre au vainqueur de la Coupe de France. Le RC Strasbourg remporte la Coupe de France 1965-1966 et a ainsi le droit de disputer le Challenge des champions 1966 face au Football Club de Nantes, qualifié au titre de sa victoire en championnat de France 1965-1966. Les Strasbourgeois ne disputent cependant pas la rencontre et sont remplacés par le Stade de Reims, vainqueur du championnat de Division 2 1965-1966. Le 13 juin 1966, les Rémois s'imposent au Stade Marcel-Saupin de Nantes devant 16 000 spectateurs. L'équipe de Robert Jonquet bat le FC Nantes de José Arribas 2-0 sur deux buts inscrits par Jean-Paul Gaidoz et Aimé Gori en première mi-temps.
Après deux dernières éditions du Challenge des champions en 1985 et 1986, la compétition est officiellement relancée par la Ligue de football professionnel (LFP) sous le nom de Trophée des champions en 1995. Elle met toujours aux prises, au début de la saison suivante, le champion de France au vainqueur de la Coupe de France. Le Racing Club de Strasbourg dispute le Trophée des champions 2001, sixième édition de la compétition, grâce à sa victoire en finale de la Coupe de France 2000-2001. L'autre participant est le Football Club de Nantes, champion de France 2000-2001. Le match arbitré par Alain Sars se déroule le 19 juillet 2001 au Stade de la Meinau à Strasbourg. Les Nantais ouvrent le score 1-0 par Olivier Quint en début de match. Le strasbourgeois Danijel Ljuboja égalise à 1-1 à la 17e minute de jeu, puis Nantes reprend l'avantage 2-1 par Sylvain Armand avant la mi-temps. Le FCN remporte finalement le trophée sur le score de 4-1 après deux autres buts inscrits par Wilfried Dalmat et Nicolas Savinaud dans les dernières minutes du match.

## Anciennes compétitions

### Coupe Charles Drago
La coupe Charles Drago est organisée par la Ligue nationale de football entre 1953 et 1965. Elle met aux prises les équipes professionnelles éliminées avant le stade des quarts de finale de la coupe de France, et leur donne l'occasion de se disputer un challenge.
Le tableau suivant liste, pour chaque saison, le tour atteint par le RC Strasbourg en coupe de France et les rencontres de coupe Charles Drago. L'équipe indiquée en premier joue à domicile.

### Coupe de la Ligue ancienne formule
Vainqueur de la Coupe de la Ligue ancienne formule en 1964

### Coupe d'Allemagne
Pendant l'annexion de l'Alsace-Moselle au Reich allemand au cours de la Seconde Guerre mondiale entre 1940 et 1945, le club prend l'appellation RSC Straßburg et est de ce fait susceptible de disputer la Coupe d'Allemagne de football, créée en 1935 sous le nom Tschammerpokal. Cette compétition nationale est précédée de tours préliminaires disputés à l'échelle locale, les clubs alsaciens participant aux tours préliminaires de la Coupe d'Allemagne à partir de l'édition 1941.
Le club strasbourgeois parvient à se qualifier pour les tours finaux de la Coupe d'Allemagne de football 1942. Il est opposé au premier tour en juillet 1942 au FC Mülhausen 93, qui est alors le nom temporaire du Football Club de Mulhouse. Les Strasbourgeois s'inclinent 2-1 pour leur seule rencontre dans la compétition. L'édition 1943 est aussi la dernière de la Tschammerpokal. Le RCS n'y participe pas puisque parmi les clubs alsaciens, seul le vainqueur de la coupe de la Gauliga Elsass – le FC Mülhausen 93 – est qualifié pour les tours finaux de la Coupe d'Allemagne. Le Racing réintègre les compétitions françaises en 1945, la Coupe d'Allemagne ne reprenant ensuite qu'à partir de 1952-1953 sous le nouveau nom de DFB-Pokal.